# Urte
Urte ist ein weiblicher Vorname.

## Herkunft und Bedeutung des Namens
Über Herkunft und Bedeutung des Vornamens Urte gibt es mehrere Theorien:
- kommt aus dem Baltikum und bedeutet die mit dem Schwert Vertraute
- baskische Form von Ruth (Bedeutung: Freundin, Labsal)[1]
- dänisches Wort: Kräuter
- Abwandlung von Urd
- Baltische Kurzform von Dorothea (Bedeutung: Gottesgeschenk)[1]
- auch als Kurzform von Ortrud

## Namensträgerinnen
- Urtė Andriukaitytė (* 1996), litauische Beachvolleyball- und Volleyballspielerin
- Urte Blankenstein (1943–2025), deutsche Schauspielerin
- Urte Clasing (1934–2017), deutsche Schauspielerin und Schauspiellehrerin
- Urte Krass (* 1977), deutsche Kunsthistorikerin
- Urte Lucht (* 1963), deutsche Cembalistin und Hammerpianistin
- Urte Schwerdtner (* 1963), deutsche Politikerin (SPD)
- Urte Steinberg (* 1958), deutsche Politikerin und Bürgermeisterin von Pinneberg